# Catocha indica
Catocha indica är en tvåvingeart som beskrevs av Mani 1934. Catocha indica ingår i släktet Catocha och familjen gallmyggor. Inga underarter finns listade i Catalogue of Life.